# Liste der Kernkraftwerke in der Schweiz
Mit Stand Januar 2023 werden in der Schweiz an 3 Standorten 4 Reaktorblöcke mit einer installierten Nettoleistung von zusammen 2973 MW betrieben; 2 Blöcke an zwei Standorten mit einer installierten Nettoleistung von zusammen 379 MW wurden bereits endgültig stillgelegt. Der erste kommerziell genutzte Reaktorblock ging 1969 in Betrieb.
In der Schweiz wurden 2011 in Kernkraftwerken insgesamt 25,7 Mrd. kWh (Netto) erzeugt; damit hatte die Kernenergie einen Anteil von 41 Prozent an der Gesamtstromerzeugung. Im Jahr 2021 wurden 18,5 Mrd. kWh erzeugt; damit betrug ihr Anteil 28,8 Prozent an der Gesamtstromerzeugung.

## Karte
| Beznau |

| Gösgen |

| Leibstadt |

| Lucens |

| Mühleberg |

## Tabelle
| Name      | Block | Reaktor- typ | Modell     | Status      | Leistung [MWe] | Leistung [MWe] | Therm. Leistung [MWt] | Bau- beginn | Erste Kritikalität | Erste Netz- synchro- nisation | Kommer- zieller Betrieb (geplant) | Abschal- tung (geplant) | Ein- speisung [TWh] |
| Name      | Block | Reaktor- typ | Modell     | Status      | Netto          | Brutto         | Therm. Leistung [MWt] | Bau- beginn | Erste Kritikalität | Erste Netz- synchro- nisation | Kommer- zieller Betrieb (geplant) | Abschal- tung (geplant) | Ein- speisung [TWh] |
| --------- | ----- | ------------ | ---------- | ----------- | -------------- | -------------- | --------------------- | ----------- | ------------------ | ----------------------------- | --------------------------------- | ----------------------- | ------------------- |
| Lucens    | 1     | HWGCR        | HWGCR      | Stillgelegt | 6              | 7              | 28                    | 01.04.1962  | 29.12.1966         | 29.01.1968                    | –                                 | 21.01.1969              | –                   |
| Mühleberg | 1     | BWR          | BWR-4      | Stillgelegt | 373 (306)      | 390            | 1097                  | 01.03.1967  | 08.03.1971         | 01.07.1971                    | 06.11.1972                        | 20.12.2019              | 122,46              |
| Beznau    | 1     | PWR          | WH 2LP     | In Betrieb  | 365 (350)      | 380            | 1130                  | 01.09.1965  | 30.06.1969         | 17.07.1969                    | 09.12.1969                        | (2033)                  | 130,59              |
| Beznau    | 2     | PWR          | WH 2LP     | In Betrieb  | 365            | 380            | 1130                  | 01.01.1968  | 16.10.1971         | 23.10.1971                    | 04.03.1972                        | (2032)                  | 137,43              |
| Gösgen    | 1     | PWR          | PWR 3 Loop | In Betrieb  | 1010 (920)     | 1060           | 3002                  | 01.12.1973  | 20.01.1979         | 02.02.1979                    | 01.11.1979                        | –                       | 313,35              |
| Leibstadt | 1     | BWR          | BWR-6      | In Betrieb  | 1233 (960)     | 1275           | 3600                  | 01.01.1974  | 09.03.1984         | 24.05.1984                    | 15.12.1985                        | –                       | 298,32              |

1. ↑  HWGCR: 2-loops